# Königsbau (Leipzig)

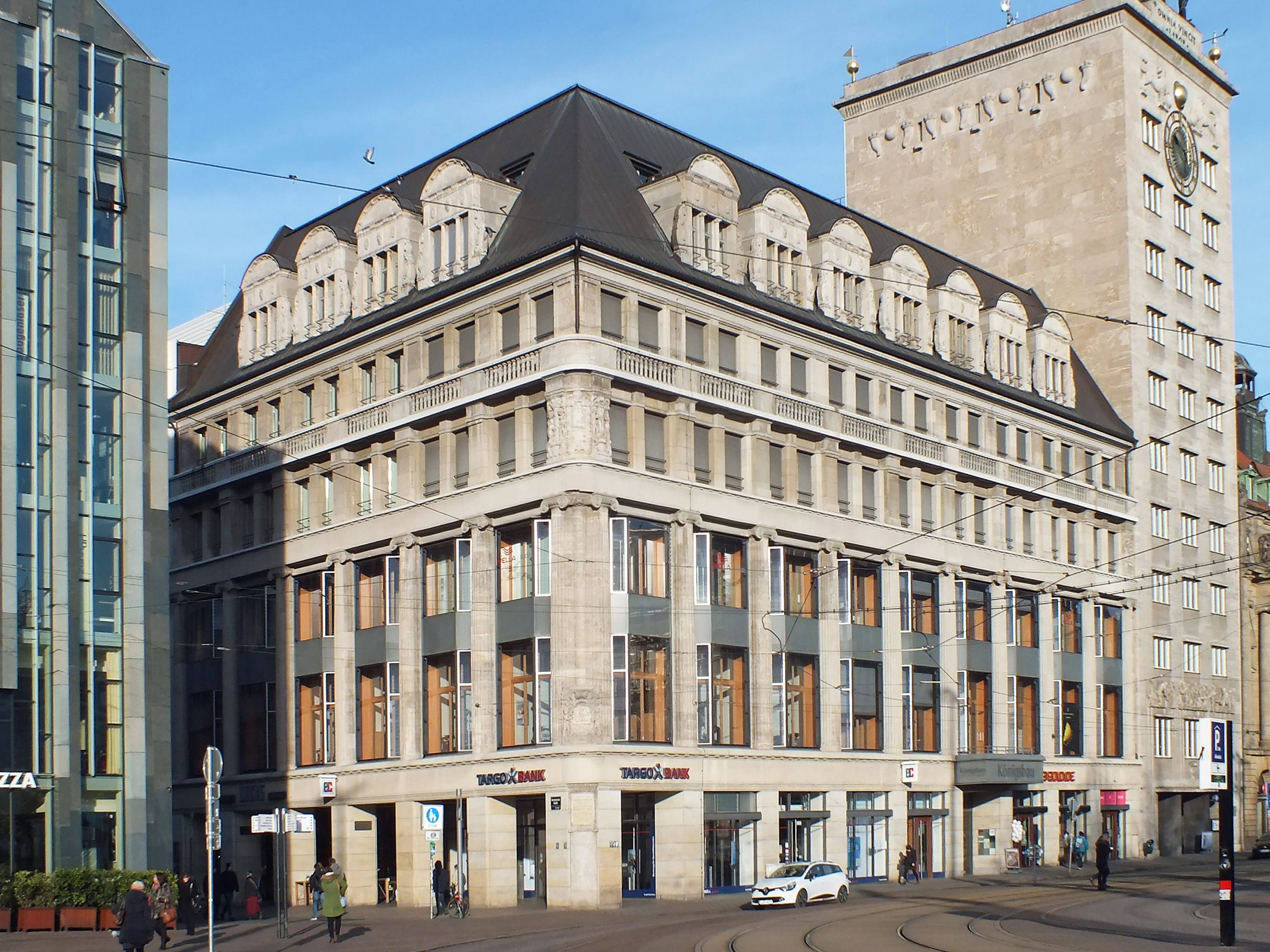
Königsbau am Augustusplatz (2019)

Königsbau ist der Name eines Büro- und Geschäftshauses am Augustusplatz in Leipzig, an der Ecke Goethestraße 1 / Grimmaische Straße. Die Bezeichnung geht auf seinen Bauherrn zurück, das Unternehmen Königsbau AG. Das Gebäude beherbergte bis in die 1930er Jahre das jüdische Kaufhaus Bamberger & Hertz und auch für 40 Jahre eine Filiale von Blumen-Hanisch. Die Fassade steht unter Denkmalschutz.

## Geschichte
Im Jahr 1876 gründete der Kaufmann Jacob Bamberger (1849–1918) in Worms ein Konfektionsgeschäft. Über seinen Schwager Karl Hertz kam dessen Name in die gemeinsame Firma Bamberger & Hertz, die auch nach Hertz’ Ausscheiden beibehalten wurde. Die Geschäfte liefen gut, und das Unternehmen expandierte, Filialen entstanden ab 1909 in Frankfurt am Main, Saarbrücken, Stuttgart, München, Köln und 1911 auch in Leipzig.

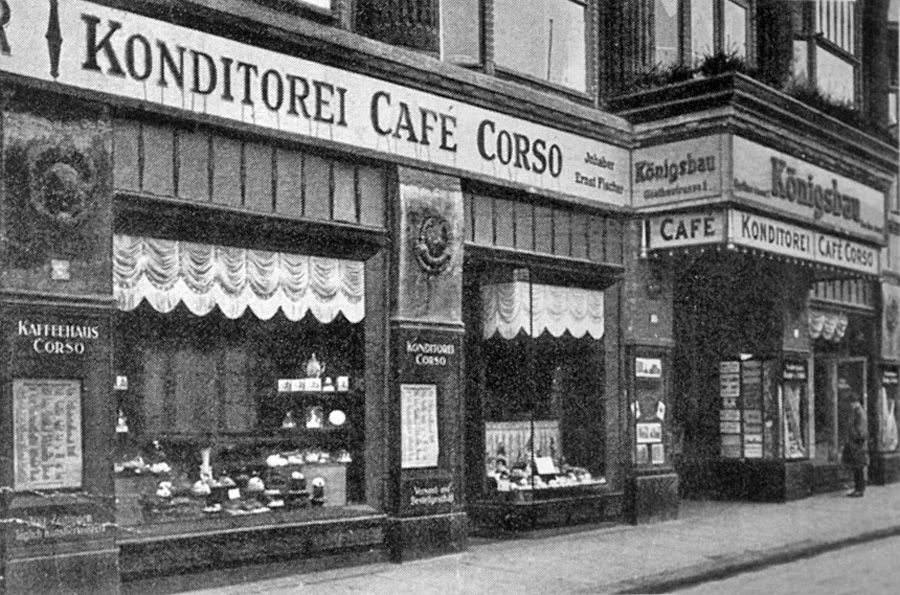
Café Corso im Königsbau am Augustusplatz (um 1930)

Über die im Eigentum der Familie Bamberger stehende Königsbau AG wurden Grundstücke in bester Lage am Augustusplatz erworben und das Leipziger Architekturbüro Schmidt & Johlige von August Hermann Schmidt (1858–1942) und Arthur Johlige (1857–1937) mit der Errichtung eines Kaufhausneubaus beauftragt. Am 18. Oktober 1911 wurde das „Spezialhaus für Herren-, Knaben- und Sportbekleidung“ eröffnet, obwohl der Gesamtbau erst im April 1913 bezugsfertig war. Neben dem Modegeschäft zog auch das vom Konditormeister Otto Kuttert gegründete Konzertcafé Corso ein, das 1926 von Ernst Fischer übernommen wurde. Den zur Grimmaischen Straße gerichteten Teil des Erdgeschosses belegte Blumen-Hanisch, dessen Geschäft sich bereits seit 1885 im Vorgängerbau an dieser Stelle befunden hatte. Das von Jacob Bambergers Söhnen Gustav und Ludwig Bamberger geleitete Leipziger Kaufhaus entwickelte sich zu einem der führenden Herrenausstatter der oberen Preisklasse in Deutschland.

Durch den Boykottaufruf gegenüber jüdischen Geschäften nach der Machtübernahme der NSDAP gingen die Einnahmen von Bamberger & Hertz von 1933 bis 1938 auf ein Drittel zurück. Beim Novemberpogrom in Leipzig wurde das Haus 1938 in Brand gesteckt. Die Nationalsozialisten beschuldigten die Bambergers der Brandstiftung und des Versicherungsbetrugs und enteigneten sie. Das Haus wurde der Versicherungsgesellschaft Alte Leipziger verkauft. Gustav Bamberger sowie Ludwig Bamberger und dessen Frau Olla wurden Anfang der 1940er Jahre im KZ Riga-Kaiserwald bzw. im KZ Theresienstadt umgebracht.
Der Königsbau wurde beim Bombenangriff auf Leipzig vom 4. Dezember 1943 stark beschädigt, bis 1949 aber funktionsfähig wiederaufgebaut. Ins Erdgeschoss zog wiederum Blumen-Hanisch für die nächsten reichlich 40 Jahre ein. Diese konstante Lage führte dazu, dass sich die Leipziger für Treffen in der Innenstadt „bei Blumen-Hanisch“ verabredeten.

Historische Ansichten
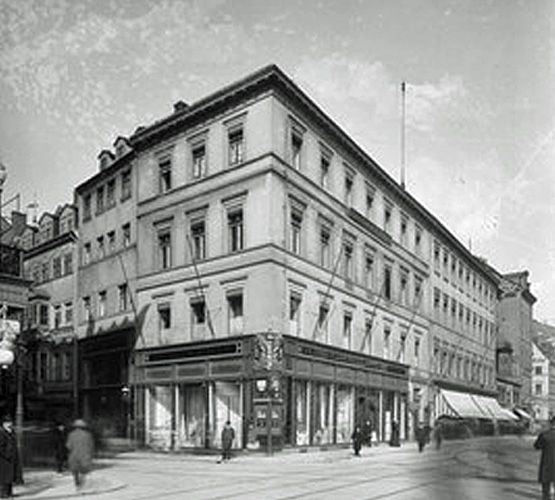
Vorgängerbauten (vor 1910)
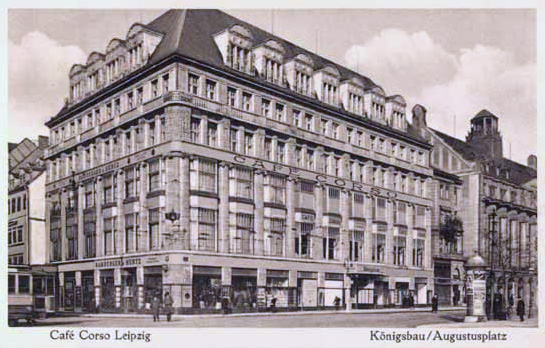
Königsbau (um 1920)
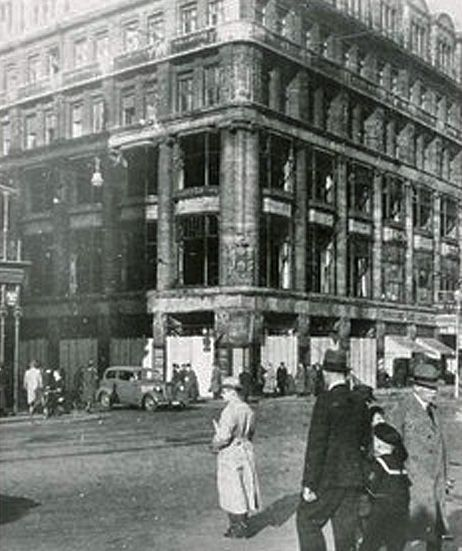
Nach der Pogromnacht (1938)
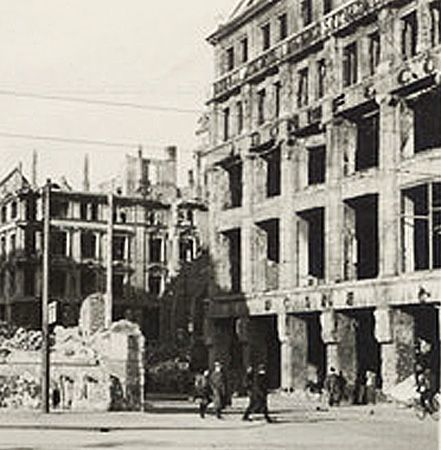
Nach dem Zweiten Weltkrieg (um 1947)

Im Jahr 1991 wurde der Königsbau an die Bamberger-Erben rückübertragen und kam dann zwischenzeitlich zum Leipziger Immobilienbesitz des Bauunternehmers Jürgen Schneider. Von 1998 bis 2000 wurde das Gebäude, nunmehr wieder im Besitz der Versicherungsgesellschaft Alte Leipziger, grundlegend saniert, dabei entkernt und innen neu aufgebaut. Danach zog die Citibank (nunmehr Targo-Bank) mit ihrer größten ostdeutschen Filiale ein.

## Beschreibung
Der Königsbau besitzt eine Grundfläche von etwa 40 Meter mal 30 Meter. Die im Stil des Historismus gestaltete Straßenfassade aus Sandstein weist fünf Geschosse auf, zum glasüberdachten Innenhof sind es unter Ausnutzung der Dachhöhe sieben. Das Erdgeschoss und die beiden ersten Obergeschosse zeigen in großem Raster neun beziehungsweise sechs Achsen, die in den Obergeschossen durch ionische Säulen begrenzt werden. Die Fenster der beiden Geschosse sind ohne Zwischengesims trapezförmig ausgestellt. Das vierte und fünfte Obergeschoss mit der doppelten Fensterzahl sind durch eine Scheinbalustrade getrennt. Weiterer Bauschmuck und Tafeln finden sich nur an der Gebäudeecke. Das Dach trägt sieben beziehungsweise vier rundbogige Zwerchgiebel. Im Erdgeschoss ist die erste Achse parallel zur Grimmaischen Straße als Durchgang geöffnet.